# Urbès
Urbès (in tedesco Urbis) è un comune francese di 479 abitanti situato nel dipartimento dell'Alto Reno nella regione del Grand Est.

## Società

### Evoluzione demografica
Abitanti censiti